# انجمن دموکراتیک کار و آزادی

انجمن دموکراتیک کار و آزادی

انجمن دموکراتیک کار و آزادی (به عربی: التكتل الديمقراطي من أجل العمل والحريات) یا التَّکَتُل که به نام اف‌دی‌تی‌ال (FDTL مخفف نام فرانسوی Forum démocratique pour le travail et les libertés) نیز معروف است یکی از احزاب سیاسی سکولار کشور تونس با گرایش سوسیال دموکرات است.
این حزب در تاریخ ۹ آوریل ۱۹۹۴ بنیاد شد و و در ۲۵ اکتبر ۲۰۰۲ به رسمیت شناخته شد. بنیان‌گذار و دبیرکل این حزب مصطفی بن جعفر است.
این حزب هفته‌نامه‌ای به نام شهروندان (به عربی: مواطنون) منتشر می‌کند.
حزب «التکتل» در زمان حکومت زین‌العابدین بن علی، دیکتاتور پیشین این کشور، نقشی فرعی داشت و با وجود شرکت در انتخابات دولتی، به هیچ تعداد از کرسی‌های پارلمان تونس دست نمی‌یافت.
بن جعفر، دبیرکل التکتل کوشید تا در انتخابات ریاست‌جمهوری سال ۲۰۰۹ نامزد شود اما از شرکت او در این انتخابات جلوگیری شد.
پس از انقلاب تونس در سال ۲۰۱۱ و در خلال انتخابات مجلس مؤسسان این کشور، التکتل به صورت نماینده اصلی اردوی سکولار چپ میانی درآمد.